# キングスレイ・エヒジブエ
キングスレイ・エヒジブエ（Kingsley Ehizibue , 1995年5月25日 - ）は、ドイツ・バイエルン州ミュンヘン出身、オランダ・オーファーアイセル州ズヴォレ育ちのプロサッカー選手。セリエA のウディネーゼ・カルチョに所属している。ポジションはDF。

## 来歴
1995年にナイジェリア出身の両親の元にミュンヘンで生まれ、2歳の時にオランダのズヴォレに移住。地元のPECズヴォレのユースチームに入団し、2014年にトップチームに昇格。同年10月29日の国内カップ戦KNVBカップのHHCハルデンベルフ戦でプロデビュー。12月13日のヴィレムII戦で、エールディヴィジ初出場。2015-16シーズン以降出場機会が増え、チームの主力選手に成長した。
2019年5月31日、1.FCケルンと2023年までの4年契約を締結したことが発表された。
2022年8月30日、ウディネーゼ・カルチョに移籍した。

## 代表経歴
2016年にU-21のオランダ代表でプレーした経験を持つものの、両親のルーツのナイジェリア代表でのプレーも可能だとも言われている。